# Jenny Karolius
Jenny Karolius (* 24. Mai 1986 in Berlin) ist eine ehemalige deutsche Handballspielerin.

## Karriere
Jenny Karolius begann ihre Handballkarriere beim Post SV Berlin, bei dem die Rechtshänderin von 1995 bis 2003 spielte.
Von 2003 bis 2005 spielte sie im Bundesligateam der "Spreebirds" beim BVG Berlin, bevor sie 2005 zum SC Markranstädt wechselte.
Durch die Insolvenz des SC Markranstädt im Jahre 2009 wechselte Flummi ins Schwabenländle zum Zweitligaaufsteiger der SG BBM Bietigheim.
Mit der SG BBM Bietigheim gelang sofort im ersten Jahr einer ihrer größten Erfolge, den Aufstieg in die erste Handball-Bundesliga (Frauen).
Mitte der Saison 2010/2011 wurde sie aus disziplinarischen Gründen (so die offizielle Mitteilung des Vereins) vom Trainings- und Spielbetrieb freigestellt.
Daraufhin einigte sie sich und ihr Verein, SG BBM Bietigheim, auf eine Auflösung des bis zum Saisonende laufenden Vertrages. Im Januar 2011 verpflichtete Frisch Auf Göppingen die Kreisläuferin, die zur Saison 2014/15 zu Bayer 04 Leverkusen wechselte. Nach der Saison 2018/19 musste sie aufgrund einer Schulterverletzung die Karriere beenden. 

## Trainerin
Zur Saison 2019/20 übernahm sie das Traineramt der B-Jugend von Bayer 04 Leverkusen. Bei der A-Jugend ist sie seitdem Co-Trainerin im Gespann mit Jörg Hermes. In der Saison 2021/22 gewannen diese die Deutsche A-Jugend Meisterschaft. Im Jahr 2024 wechselte sie gemeinsam mit Vasilescu zum HSV Solingen-Gräfrath, bei der sie ebenfalls die B-Jugend betreut.